# Coris variegata
 Coris variegata és una espècie peix de la família dels làbrids i de l'ordre dels perciformes.
Els adults poden assolir els 20 cm de longitud total. És endèmic del Mar Roig.